# Калверт, Лорн
Лорн Альберт Калверт (англ. Lorne Albert Calvert; род. 24 декабря 1952, Мус-Джо, Саскачеван) — канадский священнослужитель и политик. Лидер Новой демократической партии в Саскачеване в 2001—2008 годах, премьер-министр Саскачевана в 2001—2007 годах; в 1992—1997 годах занимал также посты в провинциальном правительстве Роя Романова.

## Биография
Родился и вырос в городе Мус-Джо. По окончании средней школы получил степень бакалавра по экономике в Университете Реджайны и степень бакалавра богословия в колледже Сент-Эндрю (Саскачеванский университет). Рукоположён в священники Объединённой церкви Канады, служил в общинах Пердью, Гравелберга, Бейтмана, Шэмрока, Кодерра и Палмера, прежде чем вернуться в конце 1970-х годов в Мус-Джо и стать священником Объединённой церкви Сиона. Продолжал служить в этой церкви до 1986 года.
В политику пришёл под влиянием отца, бывшего сторонником Федерации кооперативного содружества (англ. Co-operative Commonwealth Federation). В 1986 году впервые избран в Законодательное собрание Саскачевана от округа Южный Мус-Джо, представляя Новую демократическую партию. После этого в 1992, 1995 и 1999 годах переизбирался в Законодательное собрание от округа Мус-Джо-Уакамоу. В 1992 году включён в состав провинциального правительства Роя Романова как заместитель министра здравоохранения и министр, ответственный за Управление долины Уакамоу. В 1992—1993 годах отвечал в кабинете Романова за государственные электрическую и газовую компании. Одновременно занимал пост заместителя председателя постоянной комиссии Законодательного собрания по коронным корпорациям и входил в постоянную комиссию по окружающей среде. В 1995 году назначен министром здравоохранения и осенью того же года переведён на пост министра социального обеспечения. В этом качестве отвечал за работу комиссии по услугам населению и занимался вопросами услуг пенсионерам, а с 1997 года — также вопросами услуг инвалидам.
В 1999 году экономический кризис в Саскачеване тяжело отразился на фермерских хозяйствах. В результате правящая Новая демократическая партия, победив почти во всех городских округах, так же решительно проиграла в сельских. У НДП в новом составе Законодательного собрания было 29 мест — на одно меньше, чем требовалось для большинства, у Либеральной партии 3 и у Партии Саскачевана — 26. Чтобы остаться у власти, НДП была вынуждена сформировать коалицию с либералами — первую в Саскачеване за почти 70 лет. В эти дни Калверт решил сделать перерыв в политической деятельности, чтобы проводить больше времени с семьёй. Он вернулся в политику к 2001 году и выставил свою кандидатуру на пост лидера НДП Саскачевана. На партийных выборах в январе 2001 года Калверт победил шестерых соперников, в последнем туре голосования набрав 57,6 % голосов. Чтобы НДП могла продолжать руководить провинцией, он дал обещание в должности премьер-министра сохранить коалицию с либералами, сформированную Романовым. Сменив Романова на посту премьера 8 февраля 2001 года, он через месяц выиграл довыборы в бывшем округе Романова — Саскатун-Ривердейл.
Хотя в период руководства Калверта в Саскачеване были запущены некоторые социальные реформы, продолжавшие политику его предшественников от НДП, его финансовая политика была осторожной. Фонды выделялись на восстановление сельского хозяйства (среди предвыборных обещаний Калверта входило и возвращение утраченного доверия фермеров), развитие энергетики на основе возобновляемых ресурсов, ремонт дорог, пособия на детей, здравоохранение и образование. Чтобы сбалансировать бюджет, были повышены налоги на алкоголь и табачные изделия. В 2003 году партия Калверта получила большинство на выборах — 30 мандатов против 28 у Партии Саскачевана. Однако к 2007 году перед провинцией встала проблема нехватки рабочей силы. Используя эти трудности, Партия Саскачевана во главе с Брэдом Уоллом сумела получить на выборах в ноябре 2007 года большинство мест в Законодательном собрании.
После того как НДП в Саскачеване оказалась в оппозиции впервые за 16 лет, партия в марте 2008 года подтвердила полномочия Калверта в качестве лидера — никто из членов партии не бросил проигравшему премьеру вызов. Несмотря на это, в октябре 2008 года он сам подал в отставку. Некоторое время он взвешивал возможность перейти из провинциальной политики в федеральную, но в итоге отказался от этих планов. Завершив политическую карьеру, Калверт в 2009 году стал директором колледжа Сент-Эндрю — основного подготовительного теологического центра Объединённой церкви Канады — и оставался на этом посту до выхода на пенсию.
Проживает с женой Бетти в общине Норт-Гроув в долине реки К’Аппель (Саскачеван). В этом браке у Лорна Калверта родились сын и дочь.